# Ђовани Габријели
Ђовани Габријели (Венеција, 1555 [или 1557] — Венеција, 12. август 1612) био је италијански оргуљаш и композитор. Најистакнутији је представник венецијанске школе.

## Историјат
Ђовани је наследио 1584. свог стрица и учитеља Андреа Габријелија на месту другог оргуљаша Цркве Св. Марка у Венецији. Након смрти стрица, постаје први оргуљаш и тај положај је задржао до краја живота.
Око њега се окупљају композитори из целе Европе. Један од његових ученика је био Хајнрих Шиц. Пре него што се настанио у Венецији, боравио је на двору у Минхену као цењени инструменталиста. Могуће је да је тамо упознао Ласа и учио код њега.
Инструменти које је његов стриц Андрео Габријели придружио вокалним деоницама својих композиција, код Ђованија добијају посебно исписане деонице (тромбони, трубе, корнети, виола де брачо). Габријели уводи у инструменталну музику принцип удвајања у октавама, који је био одомаћен у композицијама за оргуље, и тиме почиње са модерном оркестрацијом. Прве композиције су му објављене у збирци баварског херцога. Он је ричекар сасвим приближио фуги. Његове сонате за инструменталне ансамбле су најзначајније у Италији до појаве Фрескобалдија. Структура канцона Ђованија Габријелија чини алтернативно одступање два тематска комплекса у два бриљантно третирана инструментална ансамбла, полифоно-имитационог у четиричетвртинском такту и хомофоног у троделном.

## Дела
У Венецији је штампао мадригал и ричеркаре у четири гласа:
- Концерте Андреа и Ђованија Габријелија (1587, мадригале и мотет)
- Духовне песме (Ecclestiasticae cantiones), 1589)